# 江副靖臣

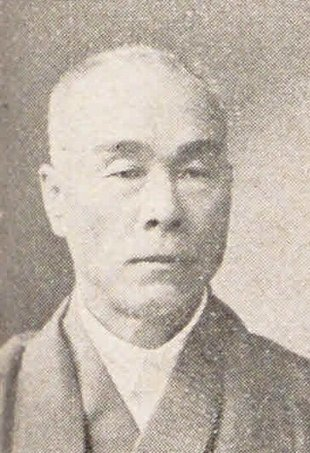
江副靖臣

江副 靖臣（えぞえ やすおみ、1851年5月20日（嘉永4年4月20日） - 1915年（大正4年）4月24日）は佐賀藩出身の明治、大正時代の士族、弁護士、政治家、実業家。佐賀新聞の創刊者・初代社長、衆議院議員。本姓は野口。幼名は又四郎。

## 経歴
1851年（嘉永4年）、佐賀郡大堂村（現佐賀市諸富町）に佐賀藩士、野口惣三の三男として生まれ、のち江副家の養子となった。藩校弘道館に学び17歳で江戸藩邸詰に任ぜられた。
明治維新後に慶應義塾に入り、横浜のヘボン塾に遊学した。慶應義塾在学中の1872年（明治5年）に新聞社を設立するがこれは失敗し、ほどなく廃刊となった。その後1874年（明治7年）、24歳の時に迎えた佐賀の乱では江藤新平率いる征韓党に属している。
乱の後は家永恭種らと共に戊寅義塾を設立し、後進の指導に当たっていたが、1883年（明治16年）の佐賀活版社の設立を皮切りに、翌年再度新聞事業に挑戦し佐賀新聞社を設立、さらに1886年（明治19年）代言人（弁護士）の資格を得てからは佐賀市の市制実施などに力を尽くした。また、1887年（明治20年）に設立された九州鉄道では取締役を務めている。
1889年（明治22年）から佐賀市会議員を22年務め、うち16年間議長を務めた。さらに佐賀県会議員を経て、1912年（明治45年）5月の第11回総選挙に佐賀県佐賀市区から出馬し、衆議院議員に初当選を果たした。数回の落選を経ての当選だったが、わずか3年後の1915年（大正4年）4月24日死去した。64歳。墓所は佐賀市高伝寺にある。